# Westonaria (gmina)
Westonaria – gmina w Republice Południowej Afryki, w prowincji Gauteng, w dystrykcie West Rand. Siedzibą administracyjną gminy jest Westonaria.